# César Franck
César Franck   (Lieja, 10 de desembre de 1822 - París, 8 de novembre de 1890) fou un compositor, pianista, organista i professor de música belga, naturalitzat francès el 1873, que va treballar a París durant la seva vida adulta. Era dos anys menor que el seu germà Joseph (1820-1892) que també fou un bon músic.
Va néixer a Lieja, en el que avui és Bèlgica (encara que en el moment del seu naixement estava sota el control dels Països Baixos). Fou en aquesta ciutat on va fer els primers concerts el 1834. Va estudiar en privat a París des de 1835, entre els seus professors hi va haver Anton Reicha. Després d'un breu retorn a Bèlgica, i una recepció desastrosa de l'oratori primerenc Ruth, es va traslladar a París, on es va casar i es va embarcar en una carrera com a professor i organista. Es va guanyar una reputació com a improvisador formidable, i va viatjar àmpliament per França per demostrar els nous instruments construïts per Aristides Cavaillé-Coll.
El 1858 va ser nomenat organista de Sainte-Clotilde, una posició que va mantenir per la resta de la seva vida. Es va convertir en professor al Conservatori de París el 1872, va prendre la nacionalitat francesa, un requisit del lloc. Els seus alumnes van incloure Camille Benoit, Louis de Serres, Mel Bonis, Vincent d'Indy, Ernest Chausson, Louis Vierne, Charles Tournemire, Henri Libert, Guillaume Lekeu i Henri Duparc. Després d'adquirir la plaça de professor, Franck va escriure diverses peces que han entrat en el repertori clàssic estàndard, incloent peces simfòniques, de cambra i per a teclat.

## Biografia

### Nen i estudiant (1822-1842)

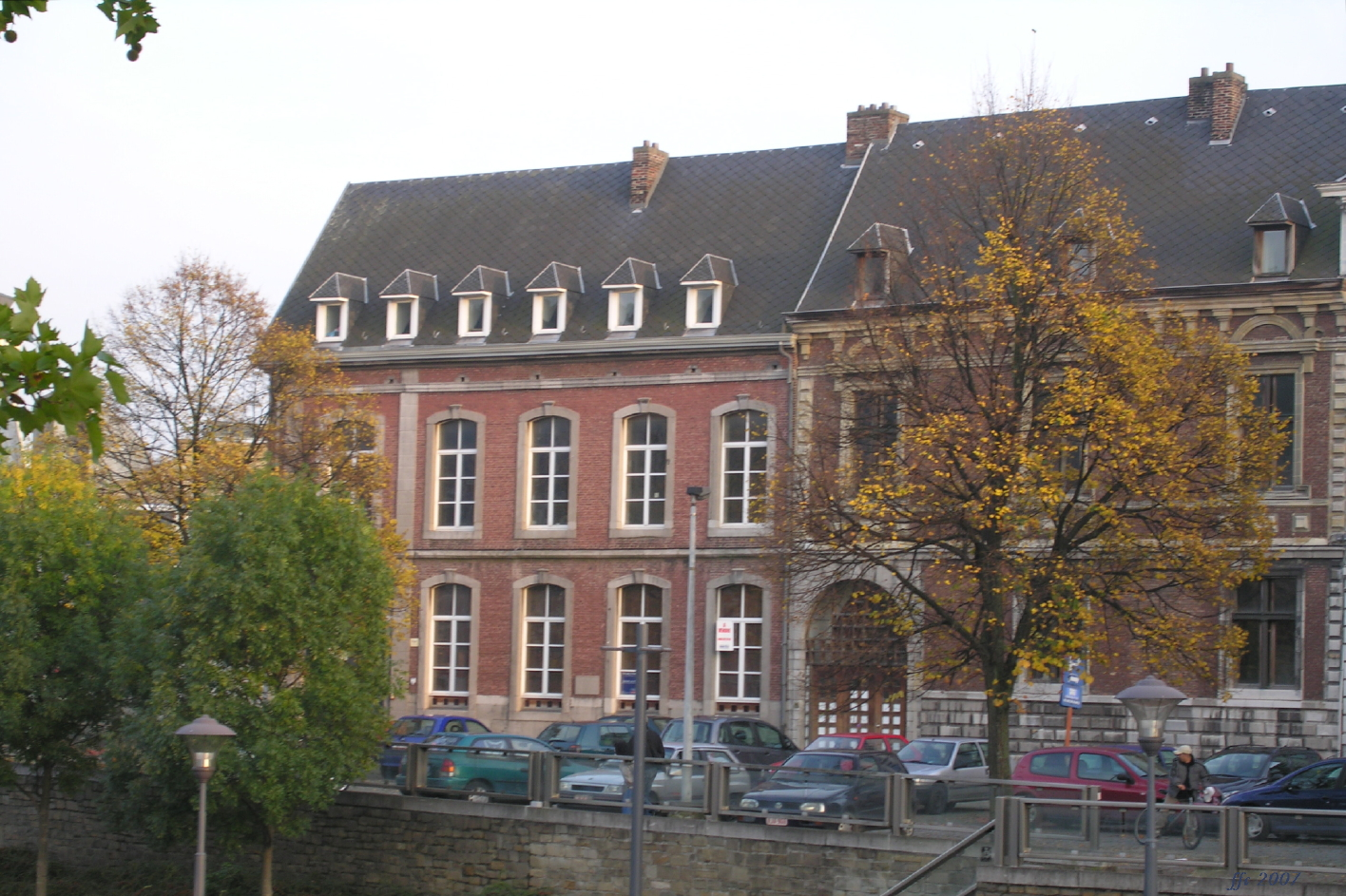
Casa Grady (a l'esquerra),
casa natal d'en César-Auguste Franck, construïda del 1780 al 1785 al carrer Sainte-Croix a Lieja

Franck va néixer a Lieja, que llavors formava part del Regne Unit dels Països Baixos (i des de 1830 va formar part de la Bèlgica de parla valona) fill de Nicolas-Joseph Franck, un empleat de banc que la seva família procedia de Gemmenich, un poble del ducat de Limburg, a la frontera germano-belga, i Marie-Catherine-Barbe Franck (nascuda Frings), que era d'Aquisgrà, a Alemanya. El jove César-Auguste, com era conegut en els seus primers anys, va mostrar habilitat tant en el dibuix com en la música. El seu pare va veure en ell un jove prodigi pianista i compositor, a la manera de Franz Liszt o Sigismond Thalberg, i el va voler portar a la fama i fortuna de la seva família. El 1830 el va inscriure al Conservatori Reial de Lieja, estudiant solfeig, piano, orgue i harmonia amb Daussoigne-Méhul i altres. Després d'obtenir els grans premis de solfeig i de piano el 1834, César-Auguste va fer els primers concerts, un any abans que Leopold I fos rei de la recentment formada Bèlgica.
El 1835, César-Auguste va portar César i el seu germà menor Joseph a París per estudiar en privat: contrapunt amb Anton Reicha i piano amb Pierre Zimmermann. Els dos músics eren també professors al Conservatori de París. Quan Reicha va morir deu mesos després, Nicolas-Joseph va tractar d'introduir els nois al Conservatori. No obstant això, el Conservatori no acceptava estrangers i Nicolas-Joseph es va veure obligat a sol·licitar la ciutadania francesa, que va ser concedida el 1837. En l'interval, Nicolas-Joseph va promoure concerts i recitals a París amb un o els dos nois tocant música popular, obtenint majoritàriament bones crítiques.
Els joves Franck van entrar al Conservatori l'octubre de 1837, César va continuar els estudis de piano amb Zimmerman i va començar composició amb Aimé Leborne. Va fer el primer premi en piano al final del seu primer any (1838) i va continuar mantenint el nivell d'aprenentatge. El seu treball en el contrapunt va ser menys espectacular, tenint premis successivament tercer, segon i primer entre 1838 i 1840. Va afegir estudis d'orgue amb François Benoist, que inclouria la improvisació, obtenint el segon premi el 1841, amb la finalitat de competir pel Premi de Roma en composició l'any següent. No obstant això, per raons que no són explícits, va sortir "voluntàriament" del Conservatori el 22 d'abril de 1842.

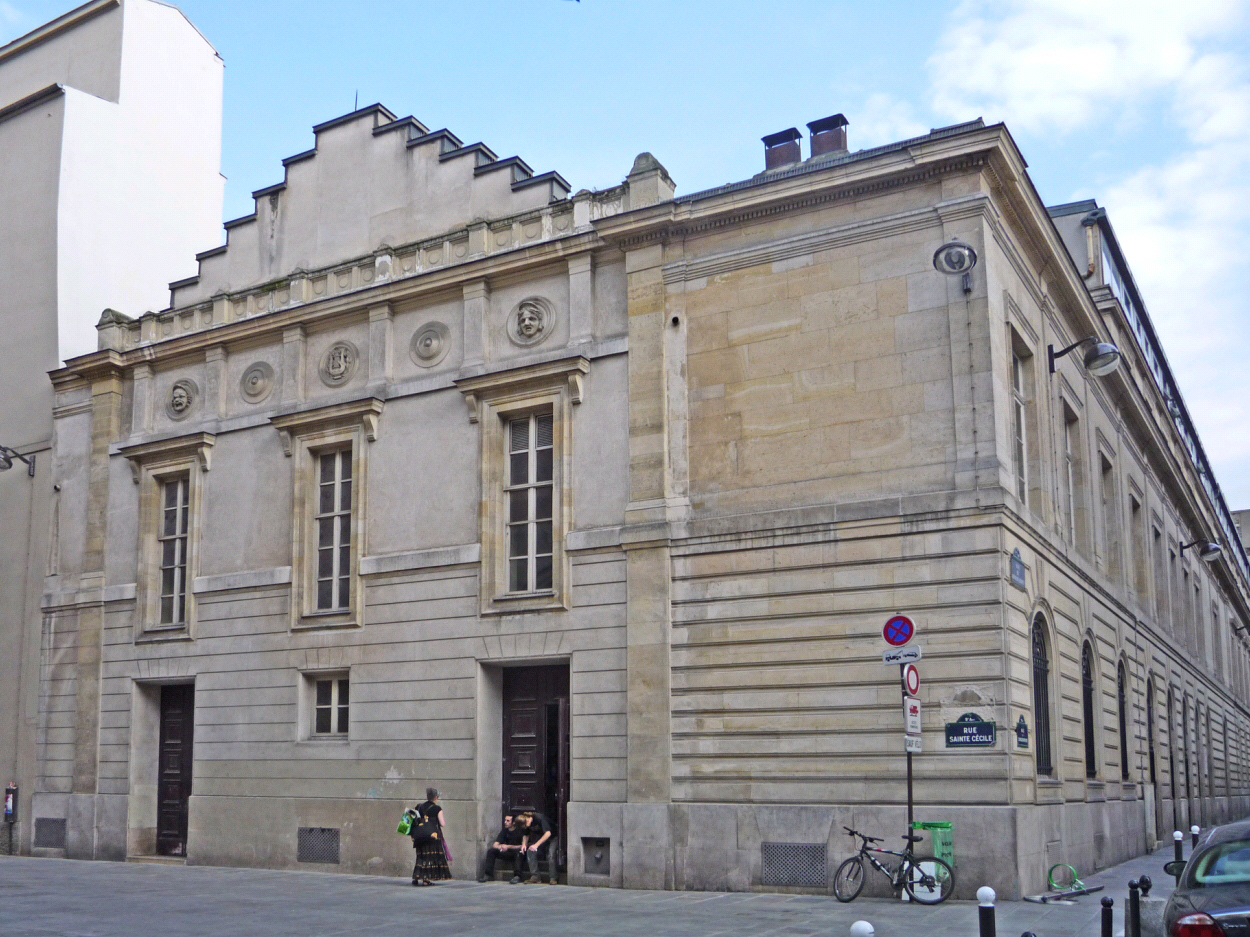
Conservatori de París

La seva sortida pot haver estat a instàncies del seu pare. Mentre César-Auguste es dedicava als seus estudis acadèmics, també era, per voluntat del seu pare, professor privat i concertista. "Fou una vida molt dura per a ell, ... sobretot pel comportament malhumorat i fins i tot venjatiu del seu pare..." Els concerts realitzats pel jove Franck (alguns d'elles amb el seu germà al violí, incloent algunes composicions pròpies de Franck) van ser en un principi ben rebudes, però cada vegada més la promoció comercial de Nicolas-Joseph dels seus fills foren antagòniques amb les revistes musicals i crítics parisencs. La capacitat tècnica de César-Auguste com a pianista van ser reconeguts, i les seves habilitats com a compositor van ser (probablement amb raó en aquest punt) una mica menystingudes. La situació es va agreujar quan al final es va convertir en una disputa entre Nicolas-Joseph i Henri Blanchard, el principal crític de laRevue et Gazette musicale, qui no va perdre oportunitat de castigar les pretensions agressives del pare i de burlar-se del nom "imperial" del seu fill gran. Aquesta animositat, "indubtablement personal", pot haver influït en el fet que Nicolas-Joseph decidís retornar a Bèlgica, i el 1842 "una ordre peremptòria" als joves Franck els va obligar a abandonar el Conservatori i acompanyar-lo. Els trios op.1 i l'oratori Ruth daten d'aquest període.

### Professor i organista (1842-1858)
La tornada a Bèlgica va durar menys de dos anys. Els concerts rendibles no sorgien, els crítics eren indiferents o despectius, el patrocini de la cort belga no arribava (encara que el rei va enviar posteriorment a Cèsar-Auguste una medalla d'or) i no hi va haver diners pel mig. Pel que fa a Nicolas-Joseph, l'excursió va ser un fracàs, i va portar al seu fill de tornada a un règim d'ensenyament i concerts familiars a París, que Laurence Davies qualifica de rigorós i de baixa remuneració. No obstant això, hi havia beneficis a llarg termini per als joves Franck. Perquè va ser a partir d'aquesta època, en els últims anys Conservatori i coincidint amb el retorn a París, que van sorgir les seves primeres composicions madures en un conjunt de trios (piano, violí, violoncel), que varen ser els primers d'un treball permanent. Liszt els va veure, els va oferir suport i crítiques constructives i els va ajudar alguns anys després, a Weimar. El 1843, Franck va començar a treballar en el seu primer treball sense cambra, l'oratori Ruth. Es va estrenar en privat el 1845 gràcies a Liszt, i Meyerbeer, i altres notables músics, que van donar la seva aprovació moderada i una crítica constructiva. No obstant això, una actuació pública de principis de 1846 es va produir amb la indiferència pública i els desaires dels crítics davant la ingenuïtat i simplicitat de l'oratori. El treball no es va representar de nou fins al 1872, després d'una revisió.
En resposta, César-Auguste essencialment es va retirar de la vida pública per fer de professor i acompanyant. El jove Franck tenia comandes tant a París com a Orleans per a aquestes activitats, i per a la composició de cançons i petites obres. Va oferir algunes composicions per celebrar i enfortir la nova Segona República de 1848, el públic va rebre a algunes d'elles amb interès, però com que la República va donar pas al Segon Imperi de Lluís Napoleó, va caure en desús. El 1851 va intentar una òpera, Le Valet de Ferme, amb un llibret de "qualitat literària abismal" i una música precipitadament esbossada. El mateix Franck ho va dir al final de la seva carrera.

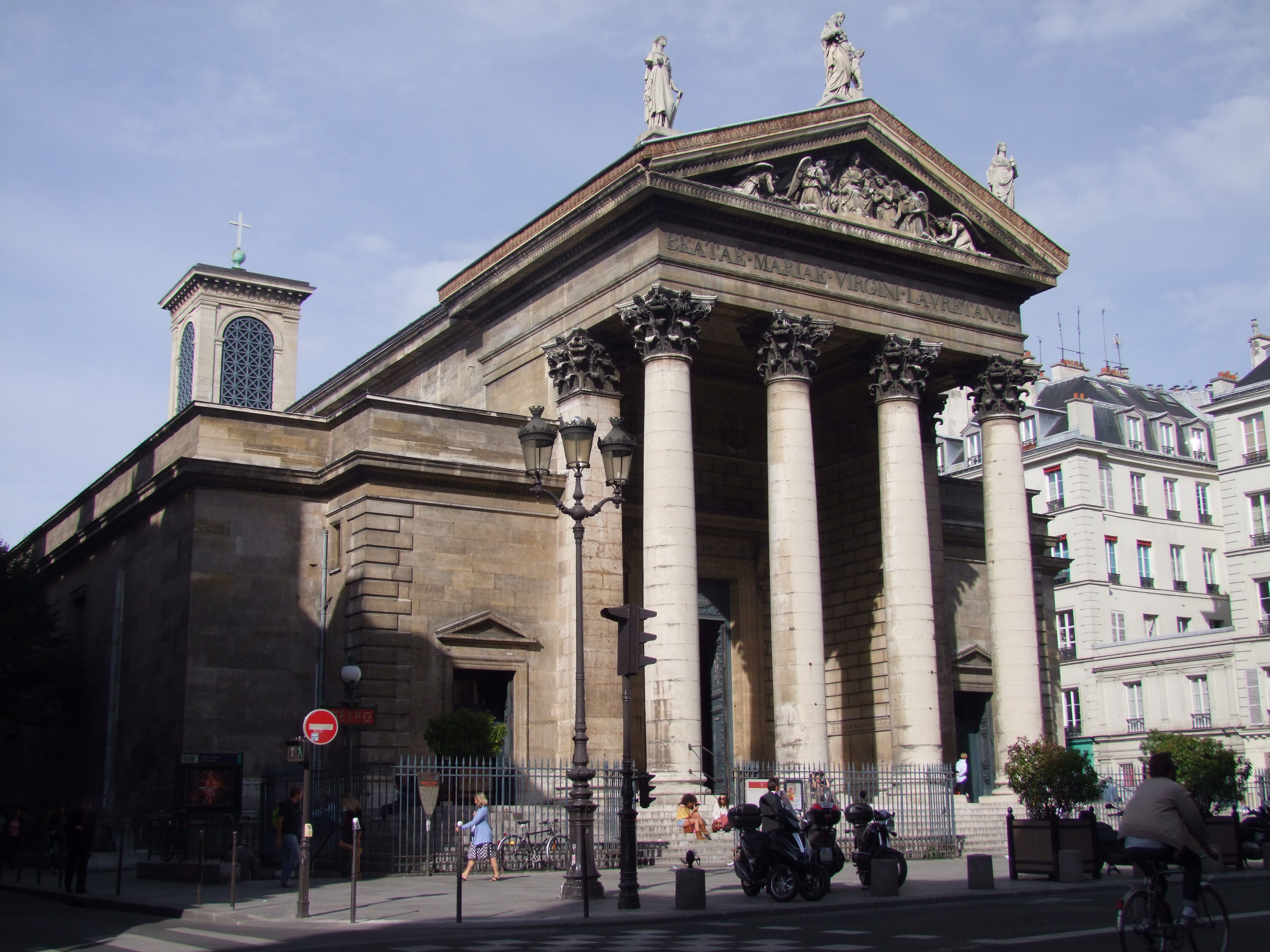
L'església de Notre-Dame-de-Lorette de París, primera en la que va tocar l'orgue

La primera reacció va ser una interrupció gairebé total de les relacions amb els pares. La causa immediata va ser la seva amistat i després l'amor per una de les seves alumnes de piano, Eugénie-Félicité-Caroline Saillot (1824-1918), els pares eren membres de la companyia Comédie-Française sota el nom artístic de Desmousseaux. La coneixia des dels anys al Conservatori, i la llar de la família Desmousseaux s'havia convertit en un refugi del seu pare dominant. Quan el 1846, Nicolas-Joseph va trobar una composició dedicada a "Mlle. F. Desmousseaux, en els records agradables", entre els papers de César-Auguste, la va trencar en la presència d'aquest últim. César-Auguste va anar directament a casa del Desmousseauxs, va escriure la peça de memòria, i la va presentar a Félicité amb una dedicatòria. Les relacions amb el seu pare van empitjorar i aquest va prohibir qualsevol pensament de matrimoni (que la legislació francesa permet a un pare per a un fill menor de 25 anys), acusant-lo d'angoixar la seva mare, tot i que ella feia costat lleugerament al seu fill i es va mantenir totalment al marge del conflicte. Un diumenge de juliol, César-Auguste va sortir de casa per última vegada, amb res més que el que podia portar, i es va traslladar a la casa dels pares de Desmousseauxs, on va ser rebut. A partir de llavors, el jove Franck va denominar el seu futur i va signar els seus treballs com a César Franck o simplement C. Franck. "Era la seva intenció de fer una clara ruptura amb el seu pare i perquè se sàpiga que ho havia fet .... Estava decidit a esdevenir una nova persona, el més diferent possible de l'altra".

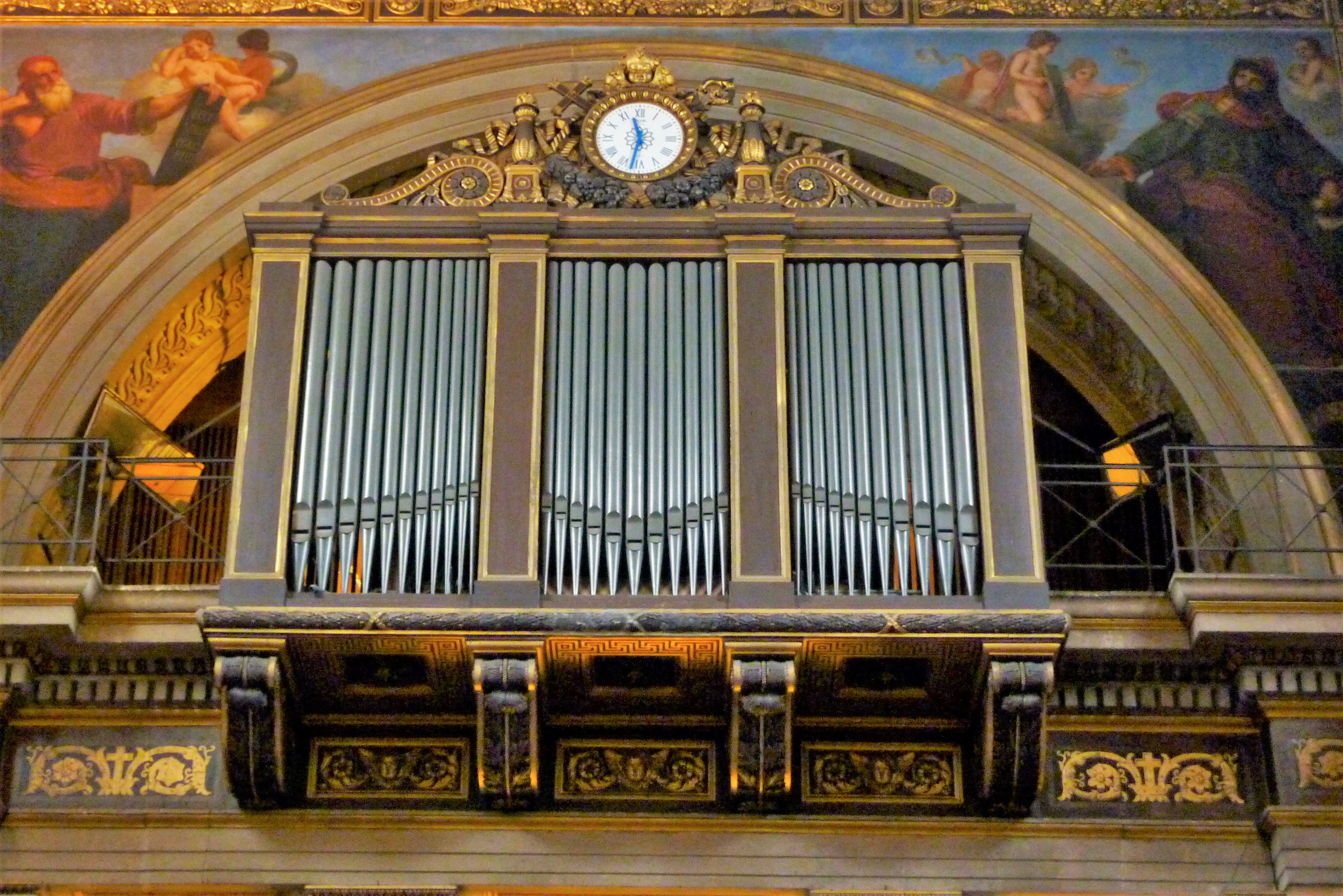
Orgue d'Aristide Cavaillé-Coll a Notre-Dame-de-Lorette a París, església on es va casar César Franck i on va tenir la primera feina d'organista

Va continuar vivint a casa dels pares de Félicité i tan aviat com es va fer 25 anys, el 1847, va informar al seu pare de la seva intenció de casar-se amb ella, i de fet així ho va fer el 22 de febrer de 1848, el mes de la revolta de París. Per arribar a l'església, van haver de saltar per sobre de les barricades instal·lades pels revolucionaris. Els Franck, per reconciliar-se amb el matrimoni van assistir a la cerimònia i van signar al registre que es convertiria en l'església parroquial de César, la Notre-Dame-de-Lorette. Era l'església que li acabava d'oferir la primera feina com a organista assistent, el primer d'una sèrie de feines com a organista cada vegada més importants i influents.
Encara jove, Franck mai havia brillat al Conservatori com a organista tal com ho feia com a pianista, però va acceptar la posició d'organista, no menys important, perquè li proporcionaven un ingrés estable. Ara tenia l'ocasió de coincidir amb la seva devoció catòlica amb l'aprenentatge de les habilitats necessàries per acompanyar el culte públic, així com l'oportunitat ocasional per reemplaçar al seu superior, Alphonse Gilbat. En aquesta posició, va guanyar l'atenció favorable de l'abat Dancel de l'església, que el 1851 es va traslladar a la nova església de Saint-Jean-Saint-François-au-Marais com a rector i dos anys després va convidar a Franck per assumir el càrrec titular d'organista principal. La nova església posseïa un esplèndid orgue nou (1846) construït per Aristide Cavaillé-Coll, que s'havia estat fent un nom com a creador de talent artístic amb mecàniques molt innovadores de magnífics instruments nous. "El meu nou òrgan," Franck va dir, "és com una orquestra!" Les habilitats d'improvisació de Franck ara estaven en gran demanda, ja que la pràctica litúrgica de l'època requereix la capacitat de portar la música del cant pla cantat a l'ofici de la Missa i el desenvolupament de la mateixa guarnició musical de l'orgue entre els textos cantats o parlats pel cor o el clergat. D'altra banda, la capacitat de tocar de Franck i el seu amor pels instruments de Cavaillé-Coll el va portar a col·laborar amb el constructor per mostrar els instruments d'aquest. Franck va viatjar a ciutats de tot França per mostrar els instruments més antics o tocar concerts inaugurals dels nous.
Alhora, un canvi revolucionari s'estava produint en les tècniques d'interpretació de l'orgue a França. L'organista alemany Adolf Hesse (1809-1863), deixeble del biògraf de Bach Johann Nikolaus Forkel, havia millorat el 1844 a París la tècnica de pedal que (juntament amb una pedalera d'estil alemany) van fer possible la realització d'obres de Bach. Això era totalment fora de l'àmbit de les classes d'interpretació que Franck havia après de Benoist al Conservatori. La majoria d'orgues francesos no tenien les notes de pedal requerides per a aquest tipus d'obres, i fins i tot la pròpia gran tradició d'orgue clàssic francès que data de l'època de Couperin va ser en aquest moment desateses a favor de l'art de la improvisació. Les actuacions de Hesse podrien haver estat tractades simplement com una breu sensació per al seu enlluernador virtuosisme, però l'alumne de Hesse, Jacques-Nicolas Lemmens (1823-1881) va arribar a París el 1852 i de nou el 1854. Lemmens era llavors professor d'orgue al Conservatori Reial de Brussel·les, i no només era un virtuós de Bach, sinó també el desenvolupador de mètodes d'ensenyament d'orgue amb el qual tots els organistes podien aprendre a tocar amb precisió, claredat i fraseig en legato. Franck va aparèixer en el mateix programa de concert inaugural, tal com Lemmens, el 1854, Franck admirava no només la interpretació clàssica de Bach, sinó també la rapidesa i la uniformitat del treball de pedal de Lemmens. Franck, pianista abans de ser organista, "mai va adquirir íntegrament l'estil legato en si mateix", però, es va adonar de l'expansió de l'estil de l'orgue gràcies a la introducció d'aquestes tècniques i es va dedicar a la tasca de dominar-los.

### Titular de Sainte-Clotilde (1858–1872)

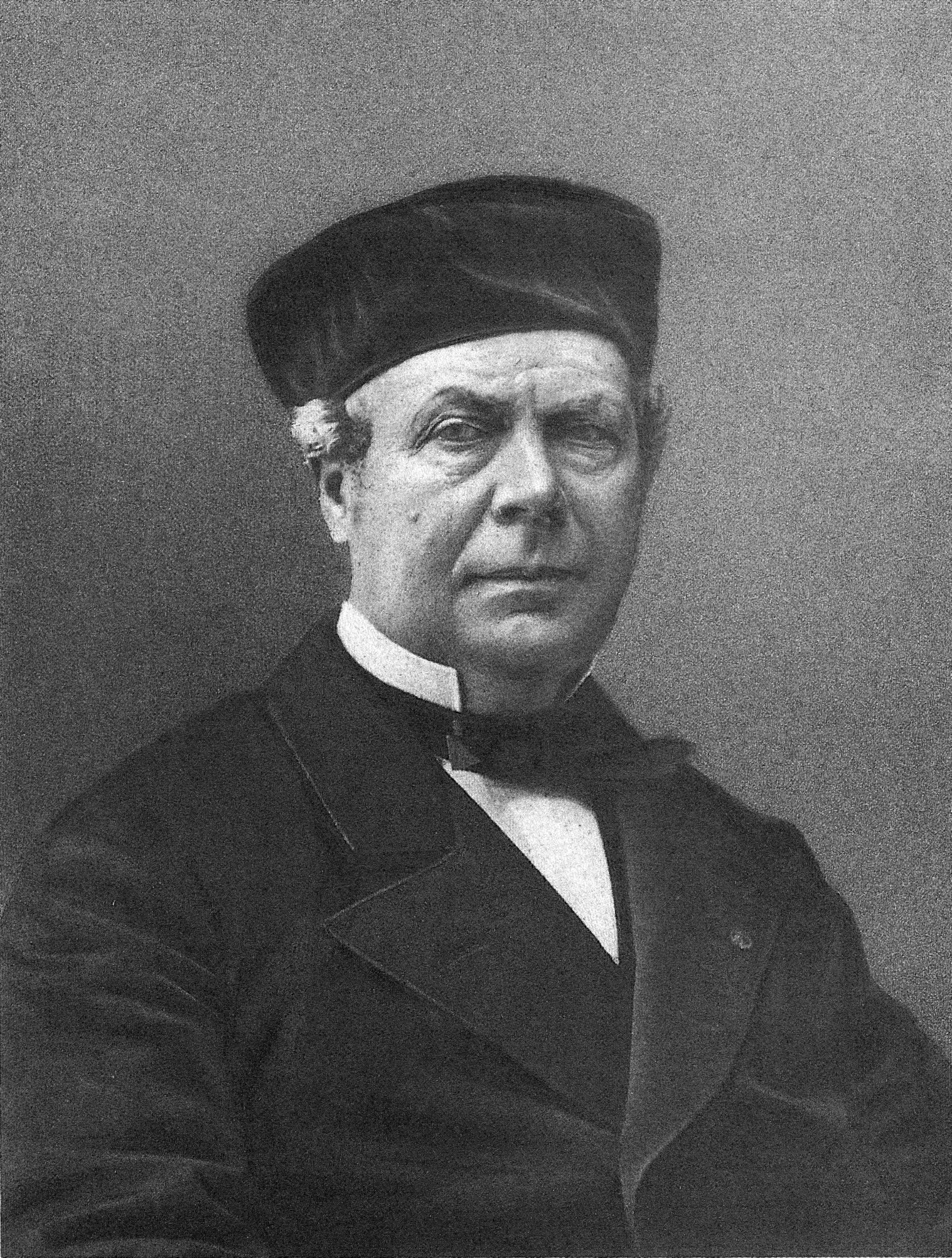
Aristide Cavaillé-Coll

El 22 de gener de 1858 va tenir lloc el tercer i últim canvi d'església com a organista i en aquest cas mestre de capella, fou en la recentment consagrada a l'església de Sainte-Clotilde (a partir de 1896 fou basílica), on va romandre fins a la seva mort. Onze mesos més tard, la parròquia va instal·lar un nou instrument de tres manuals de Cavaillé-Coll, del qual Franck en fou titular, mentre que Théodore Dubois va assumir les funcions de director de cor i organista assistent. L'impacte d'aquest orgue en la interpretació i la composició de Franck va ser molt important, i junt amb la seva experiència pianística va donar forma a la seva creació musical per a la resta de la seva vida. Norbert Dufourcq descriure aquest instrument com "sens dubte l'obra mestra del constructor fins al moment". El mateix Franck va dir al seu cura de Sainte-Clotilde:. "Si sabessis com m'encanta aquest instrument... és tan suau sota els dits i tan obedient a tots els meus pensaments!" Per preparar-se per les capacitats d'aquest orgue (inclòs el pedal trenta notes), Franck va comprar una pedalera de Pleyel et Cie per a la pràctica a casa per millorar la seva tècnica de pedal, i també va passar moltes hores al teclat de l'orgue. La bellesa del seu so i les instal·lacions mecàniques que subministrava l'instrument es va combinar amb la seva reputació com a improvisador i compositor per compondre música d'orgue, i també per altres gèneres.

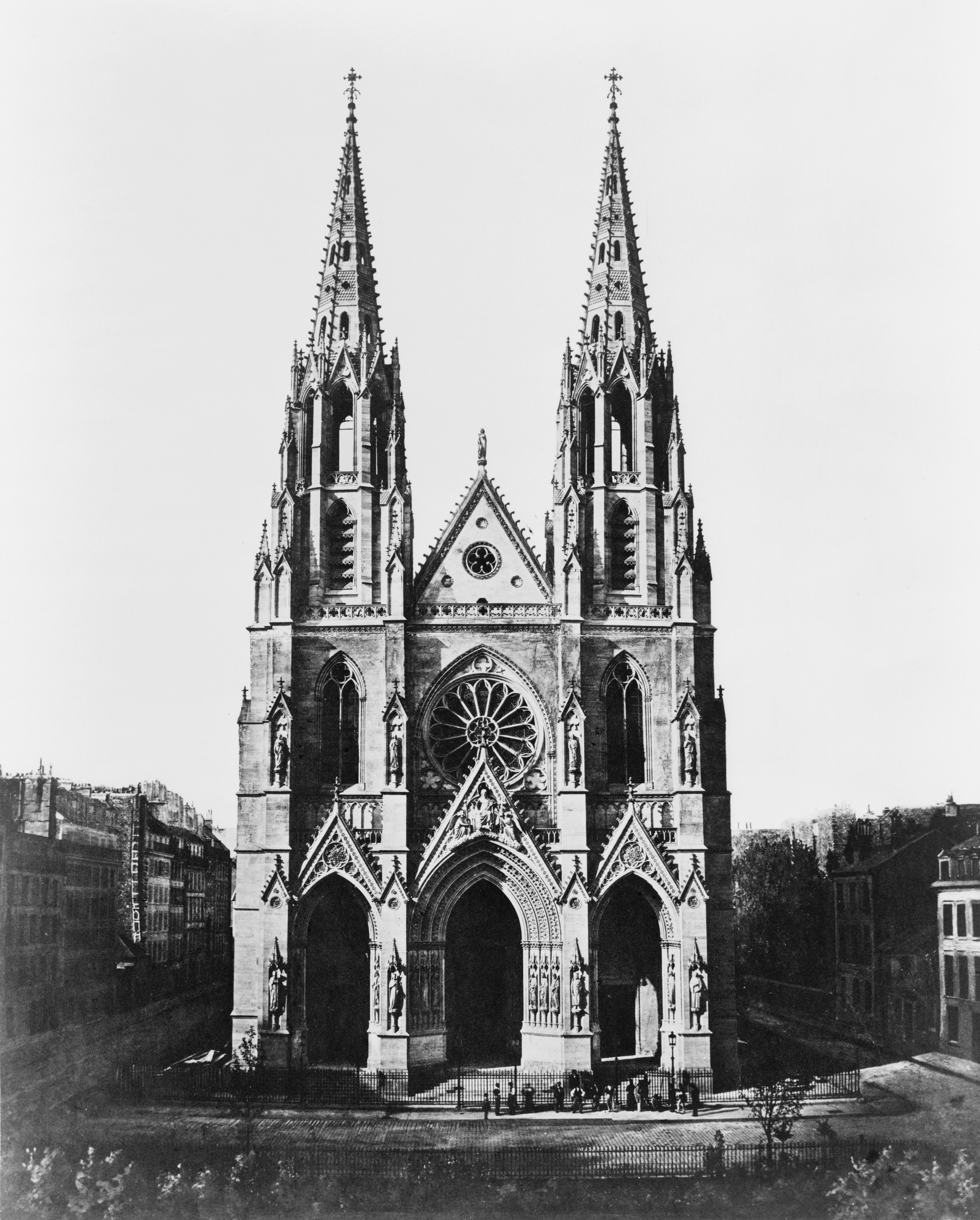
La basílica de Sainte-Clotilde tal com era quan Cérsar Franck hi va entrar com a organista, la tercera església on tocava i on va passar més temps

Peces per a orgue, per a cor i per harmònium van començar a circular, entre els més notables la Messe à 3 voix (1859). La qualitat dels moviments d'aquesta obra, en ser composta en diversos anys, no és uniforme, però inclou una de les composicions més perdurables de Franck, l'himne de la comunió Panis Angelicus. Més notable encara és el conjunt de Six Pièces per a orgue, escrit entre 1860 i 1862 (encara que no es va publicar fins al 1868). Aquestes composicions (dedicades als companys organistes i pianistes, al seu vell mestre de Benoist i a Cavaillé-Coll) segueixen formantt part del repertori modern d'orgue i eren, segons Rollin Smith, la primera contribució important a la música francesa per a orgue en més d'un segle, i "la música d'orgue més important escrita des de Mendelssohn." El grup inclou dos de les seves obres per a orgue més conegudes, el Prélude, Fugue et Variation, op. 18 i la Grande Pièce Symphonique, op. 17.

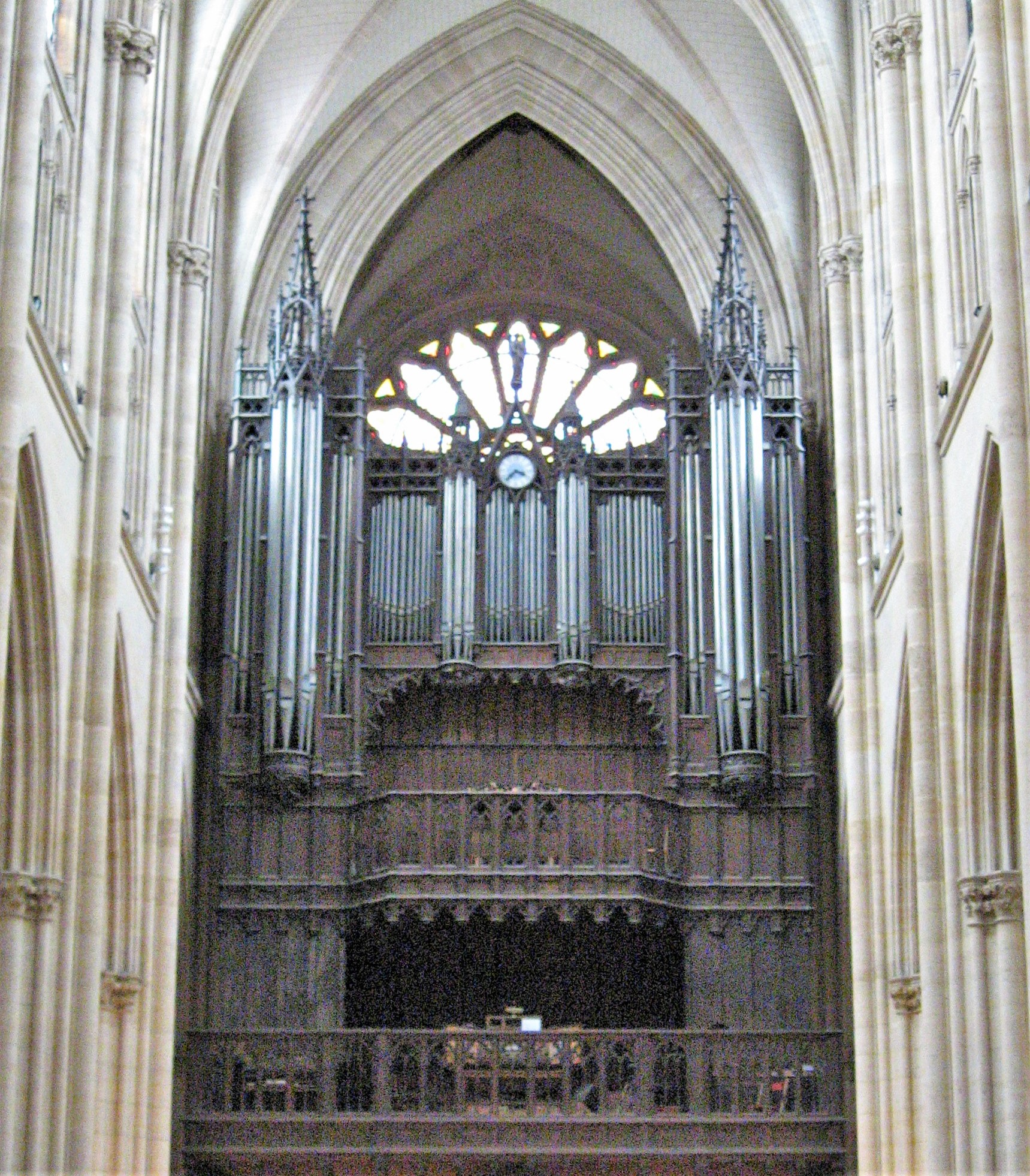
El majestuós orgue que Cavillé-Coll va construir el 1859

La seva creixent reputació com a intèrpret i com a improvisador van continuar fent que Franck fos demanat per l'estrena de nous orgues o reconstruccions fetes per Cavaillé-Coll: el nou instrument de Louis James Alfred Lefébure-Wély a Saint-Sulpice (1862) i més tard pels orgues de Notre-Dame, Saint-Étienne-du-Mont, i La Trinité, per aquests instruments, Franck havia actuat (sol o amb Camille Saint-Saëns) com a consultor. En la seva pròpia església, la gent va començar a venir a escoltar les improvisacions de la Missa i de l'Ofici. A més, Franck va començar a fer concerts d'orgue o recitals a Sainte-Clotilde de les seves pròpies obres i les d'altres compositors.
Potser el seu concert més notable va sorgir de l'assistència a la missa dominical l'abril 1866 de Franz Liszt, que estava assegut al cor per escoltar les improvisacions de Franck i després va dir: "Com podria oblidar l'home que va escriure els trios?" Al que se suposa Franck va murmurar amb certa tristesa: "M'imagino que he fet les coses bastant millor des de llavors.". Liszt va organitzar un concert a Sainte-Clotilde per promoure els darrers treballs de Franck per a orgue, aquest va ser ben rebut per part dels assistents i ben informat per les revistes musicals. Malgrat el comentari sobre els trios, Franck estava content de saber que no només Liszt sinó també Hans von Bülow havia inclòs de forma regular les seves obres en els concerts a Alemanya. Franck va reforçar la seva comprensió de la música d'orgue alemanya i de com s'ha de tocar en escoltar Anton Bruckner a Notre-Dame el 1869. També va començar a tenir un cercle regular d'alumnes, que hi eren ostensiblement per a l'estudi de l'orgue, i que mostraven un creixent interès en les tècniques de composició de Franck com per exemple Ferdinand Le Borne.
Franck va continuar escrivint composicions per al seu ús al cor, la majoria mai van ser publicats. Com llavors era comú, fins i tot per als músics formats en el Conservatori que mai s'havien familiaritzat amb la música polifònica dels segles anteriors. Franck va compondre les seves obres litúrgiques en l'estil vigent en aquell moment, que Davies qualifica de "música secular amb un biaix religiós". No obstant això, el 1869 es va animar a començar una gran obra coral Les Béatitudes, que l'ocuparia durant més de deu anys, retard que fou degut en part a les interrupcions de la Guerra francoprussiana. La guerra, igual que la Revolució de 1848, va fer que molts dels seus alumnes desaparèixessin, ja sigui perquè van marxar de París o bé van ser assassinats o malferits en la lluita. Un cop més, va escriure algunes peces patriòtiques que, per la duresa dels temps, no van arribar a estrenar-se. Ell i la seva família van experimentar dificultats econòmiques, ja que el seu ingrés es va reduir i els aliments i el combustible van començar a escassejar. El Conservatori es va tancar durant l'any acadèmic 1870-1871. No obstant això, un canvi estava arribant en com els músics francesos consideren la seva pròpia música, sobretot després de la guerra que estaven buscant una Ars Gallica que seria clarament francesa. Aquest terme es va convertir en el lema de la recentment fundada Société Nationale de Musique, de la qual Franck es va convertir en el membre de més edat, i la seva música va aparèixer en el seu primer programa al novembre de 1871.

### "Père Franck", professor al Conservatori i compositor (1872-1890)

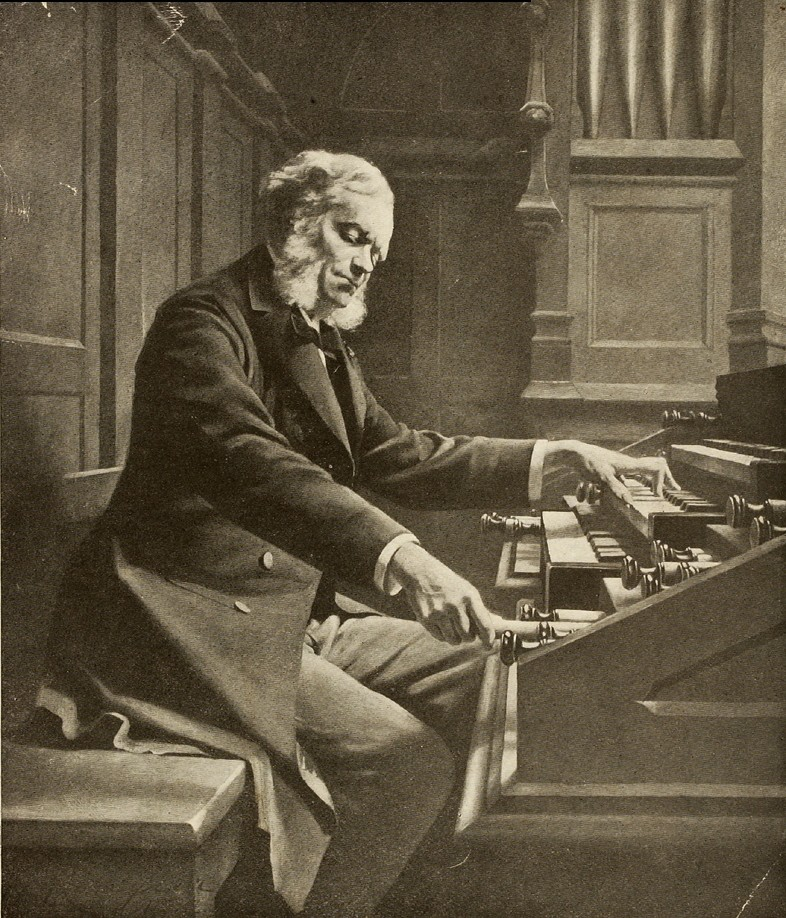
Cesar Frank a l'orgue, en una pintura de Jeanne Rongier (1885)

La reputació de Franck era ara prou àmplia, a través de la seva fama com a artista, la seva pertinença a la Societat i el seu grup més petit però devot dels estudiants, i quan Benoist es va retirar com a professor d'orgue a la reobertura del Conservatori de París el 1872, es va proposar a Franck com a successor. Existeix certa incertesa pel que fa a qui va prendre la decisió d'aquesta designació, en diferents moments s'ha dit que fou Saint-Saëns i Theodore Dubois qui es van atribuir la responsabilitat, igual que Cavaillé-Coll. La veritat és que el nom de Franck estava al capdavant de la llista de candidats i que la designació exposa el fet "vergonyós" que Franck no era un ciutadà francès, un requisit per al nomenament. Va resultar que Franck no sabia que quan el seu pare, Nicolas-Joseph, va esdevenir un ciutadà francès per introduir els seus fills al Conservatori com a estudiants, aquests només van mantenir la nova nacionalitat fins a l'edat de vint-anys, quan havien de declarar la seva lleialtat a França en l'edat adulta. Franck sempre s'havia considerat a si mateix com a francès des del moment de la naturalització del seu pare. De fet, però, havia tornat sense saber-ho, a la nacionalitat belga de naixement en complir la seva majoria d'edat. Franck va passar pel procés de naturalització llavors, i la seva designació original de l'1 de febrer de 1872 es va regularitzar el 1873.

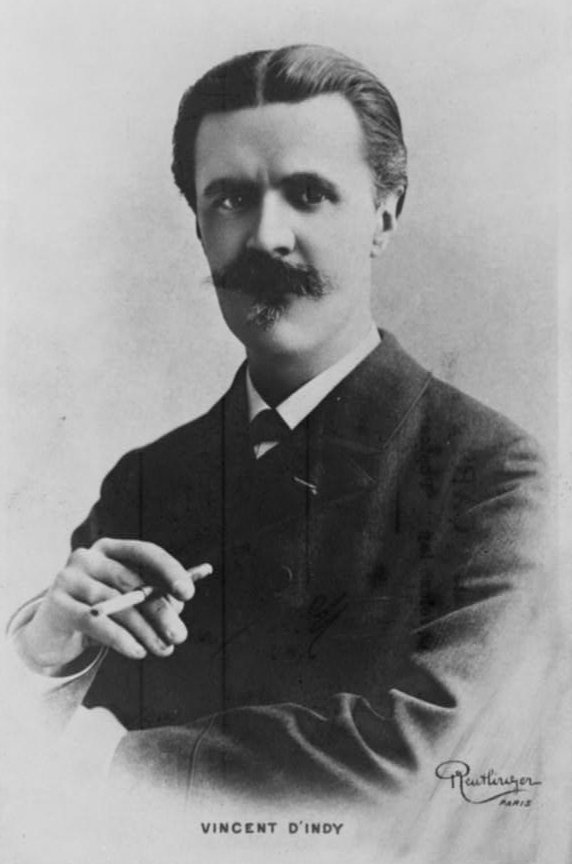
Vincent d'Indy, alumne i biògraf

La majoria del seu cercle original d'estudiants havien estudiat o estudiaven al Conservatori. Entre els més notables en l'edat adulta hi havia Vincent d'Indy -que redactaria la seva biografia-, Ernest Chausson, Louis Auguste Wailly, Louis Vierne, Henry Expert, Henri Duparc, Henri Dallier i Auguste Chapuis. Aquest grup va esdevenir cada vegada més unit per l'estima i afecte mutu entre el professor i els alumnes. D'Indy relata que de forma independent, però per unanimitat cada nou estudiant va anomenar al seu professor Père Franck (Pare Franck). D'altra banda, Franck va experimentar algunes tensions en la seva vida docent: tendia a ensenyar composició tal com ho feia a les classes d'orgue i improvisació, tècnica d'ensenyament que es va considerar poc sistemàtic ("Franck mai va ensenyar mitjançant regles i teories ja existents"), amb una actitud informal cap als textos oficials i llibres aprovats pel Conservatori. I la seva popularitat entre alguns estudiants va provocar una mica de gelosia entre els seus companys professors quan els alumnes de Franck guanyaven diversos premis, incloent el Premi de Roma.
Ara estava en condicions de passar temps component obres perquè les idees havien estat germinant durant anys. Va interrompre el seu treball a Les Béatitudes per produir (entre moltes obres més curtes) l'oratori Rédemption (1871, revisat el 1874), la cantata secular Les Éolides (1876), les Trois Pièces per a orgue (1878), i el Quintet per a piano (1879). Les Béatitudes finalment va veure l'estrena el 1879. Igual que amb moltes altres estrenes d'obres corals i orquestrals més grans de Franck, no va tenir èxit: el treball es prestava a l'execució de fragments, més que com un tot. No hi havia orquestres disponibles, i les seccions que es van realitzar van ser acompanyades pel piano.
Franck es va adonar, en la dècada de 1880, que estava atrapat entre dos defensors estilístics: la seva esposa Félicité, que no es preocupava pels canvis en l'estil de Franck a què ella primer havia acostumat, i els seus alumnes, que tenien una influència potser sorprenent sobre el seu mestre tant com ell sobre ells. Vincent d'Indy és citat dient: "Quan [Franck] dubtava sobre l'elecció d'un o altra relació tonal o sobre el progrés de qualsevol desenvolupament, sempre li va agradar de consultar-ho als seus alumnes, per compartir amb ells els seus dubtes i demanar la seva opinió. Al seu torn, un dels estudiants de Franck relata que la senyora de Franck va comentar (amb una mica de veritat) que "Són vostès, els alumnes que han despertat tota l'hostilitat en contra." A més, hi va haver alguns desacords dins de la Société Nationale, on Saint-Saëns estava cada vegada més en desacord amb Franck i els seus alumnes.
Com va funcionar exactament tot aquest caos en la ment del compositor és incert. El cert és que algunes de les seves obres més "avançades" van aparèixer en aquest període: els poemes simfònics Le Chasseur maudit (1882) i Les Djinns (1883-1884), el Preludi, Coral i Fuga per a piano (1884), les Variacions simfòniques (1885), i l'òpera Hulda (1886). La majoria d'obres van tenir un èxit indiferent o nul, almenys en les seves primeres presentacions durant la vida de Franck. Però el Quintet per a piano de 1879 (un dels disgustos particulars, de Saint-Saëns) va demostrar ser una obra moderna i reflexiva (els crítics el van descriure com de "vitalitat inquietant" i d'una "severitat gairebé teatral").

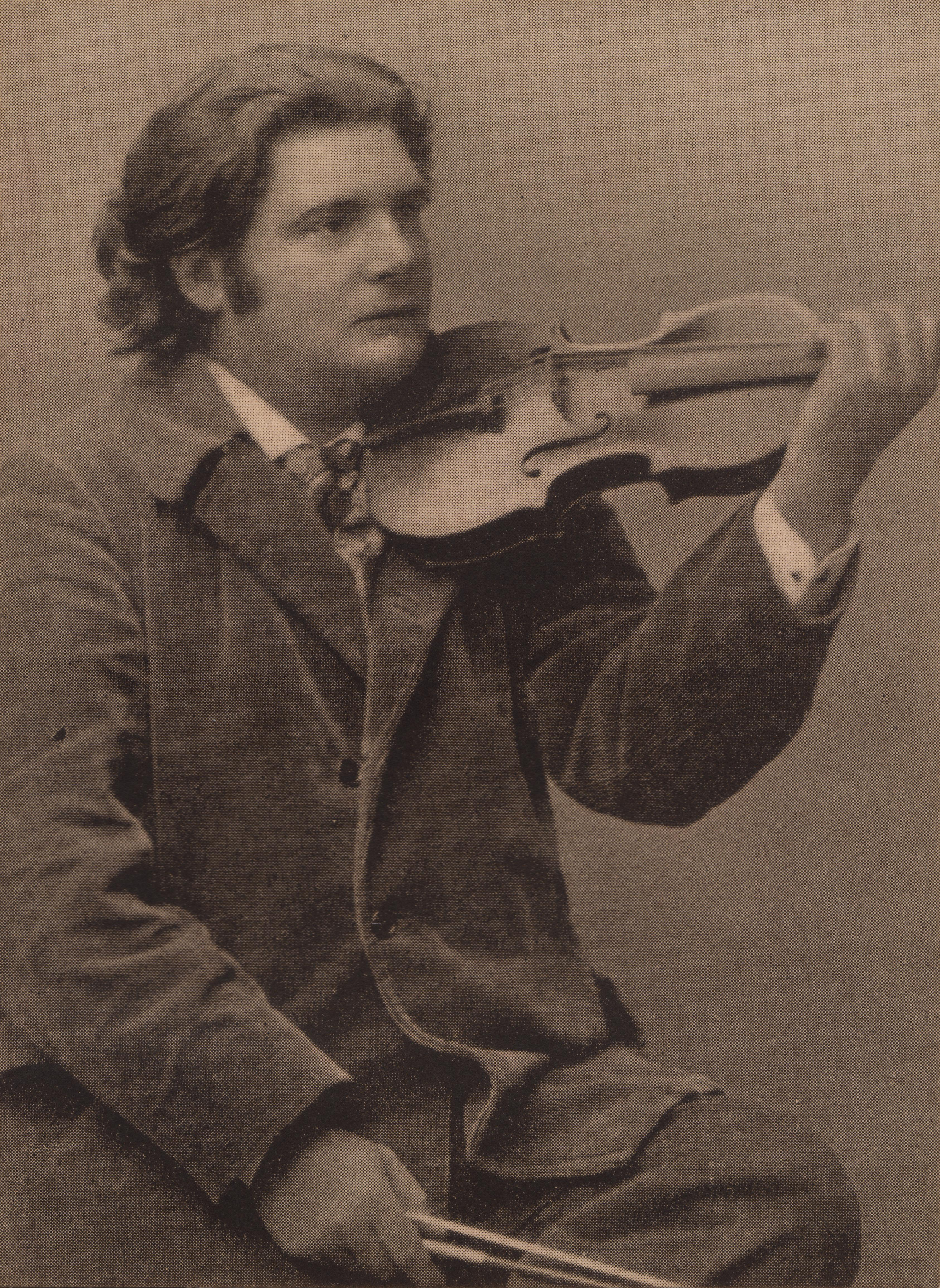
Eugène Ysaÿe, a qui va dedicar la Sonata per a violí, un dels millors èxits

El 1886, Franck va compondre la Sonata per a violí com a regal de noces per al violinista belga Eugène Ysaÿe i es va convertir en un èxit rotund. Ysaÿe la va tocar a Brussel·les, a París, i la va incloure en les seves gires, sovint amb el seu germà Théo Ysaÿe al piano. La seva última interpretació de l'obra va tenir lloc a París el 1926, en aquesta ocasió amb el pianista Yves Nat. Vallas va escriure a la segona meitat del segle XX que aquesta sonata s'havia "convertit en l'obra més popular de Franck, i, almenys a França, l'obra més generalment acceptada en tot el repertori de música de cambra."
L'ambigüitat en l'estima en què es tenia a Franck es pot mostrar en el premi que el cercle de Franck pensaven que s'havia retardat massa en el seu atorgament. El 4 d'agost de 1885, Franck va ser nomenat Cavaller dels francesos Légion d'honneur. Els seus partidaris es van indignar: d'Indy escriu que "seria un error suposar que aquest honor va ser atorgat al músic, al creador d'excel·lents obres, que fan honor de l'art francès. De cap manera!" La cita l'identificava simplement com a "professor d'orgue" i d'haver completat més de deu anys en aquest lloc. Una revista parlava de Franck dient que el premi era "per sobre de tot un acte d'homenatge pagat amb justícia, encara que una mica tardanament al distingit compositor de Rédemption i Les Béatitudes"
La dissensió entre la família de Franck i el seu cercle d'estudiants va assolir un nou nivell quan Franck va publicar Psyché (escrit entre 1886 i 1888), un poema simfònic basat en el mite grec. La controvèrsia (que no es limita als coneguts immediats de Franck) no era sobre la música, sinó per les implicacions filosòfiques i religioses del text (d'acord amb un esquema poètic de Sicard i Louis de Fourcaud). L'esposa i el fill de Franck van trobar la feina massa sensual, i volien que Franck es concentrés en una música més popular "i en conjunt més comercial". D'Indy, en canvi, parla de la seva significació mística, dient que "no té res en contra de l'esperit pagà, ... però, per contra, està impregnada de la gràcia i el sentiment cristià.
Més polèmica va sorgir amb la publicació de l'única simfonia de Franck, la Simfonia en re menor (1888). La peça va ser mal rebuda: interpretada per l'orquestra del Conservatori, l'audiència va ser "gelada", els crítics perplexos (les reaccions anaven des de "l'entusiasme sense reserves" a la "denigració sistemàtica"), i molts dels seus companys compositors la van criticar com un treball "que pel seu estil general, i fins i tot en certs detalls" (per exemple, l'ús d'un corn anglès) "ultratjaven les normes i hàbits formalistes dels professionals i els aficionats més estrictes". El mateix Franck, en ser preguntat si la simfonia tenia cap base en una idea poètica, li va dir a Louis de Serres, un alumne, que "no, és només música, res més que pura música". Segons Vallass, gran part del seu estil i la tècnica (tan bones com no tan bones) es pot atribuir directament a la centralitat de l'orgue en el pensament i la vida artística de Franck. "Ell va confiar als seus deixebles que a partir d'aleshores mai més escriuria així de nou."
El 1888, Franck va provar sort amb una altra òpera, Ghiselle. Va ser més aviat un esbós que Franck mai va acabar. Per contra, va completar un massiu Quartet de corda que es va estrenar l'abril de 1890, i va ser ben rebut per públic i crítica. Hi havia hagut altres èxits recents, incloent les seves pròpies actuacions com a concertista de piano a París i els seus voltants, una recepció entusiasta d'una revisió de Psyché, i les interpretacions d'obres de diversos dels seus alumnes. A més, seguia tocant improvisacions el diumenge a Sainte-Clotilde, normalment amb molta assistència. En aquell moment tenia present grans obres per a orgue i, possiblement, una sonata per a violoncel.
Durant el juliol de 1890 (i no el mes de maig, com es pensava), Franck va viatjar en un taxi que va ser colpejat per un carro tirat per cavalls, i es va ferir el cap i li va causar un curt desmai. No semblava haver-hi cap seqüela immediata, i va completar el seu viatge i ell mateix va considerar que el fet no tenia importància. No obstant això, cada vegada li costava més caminar i es va trobar cada vegada més obligat a absentar-se primer dels concerts i assajos, i després renunciar a les seves classes al Conservatori. Va prendre, tan aviat com va poder, les vacances a Nemours, on esperava poder treballar en les peces per a orgue proposades, així com algunes obres d'encàrrec per a harmònium. Durant les vacances va ser capaç de començar dos projectes.

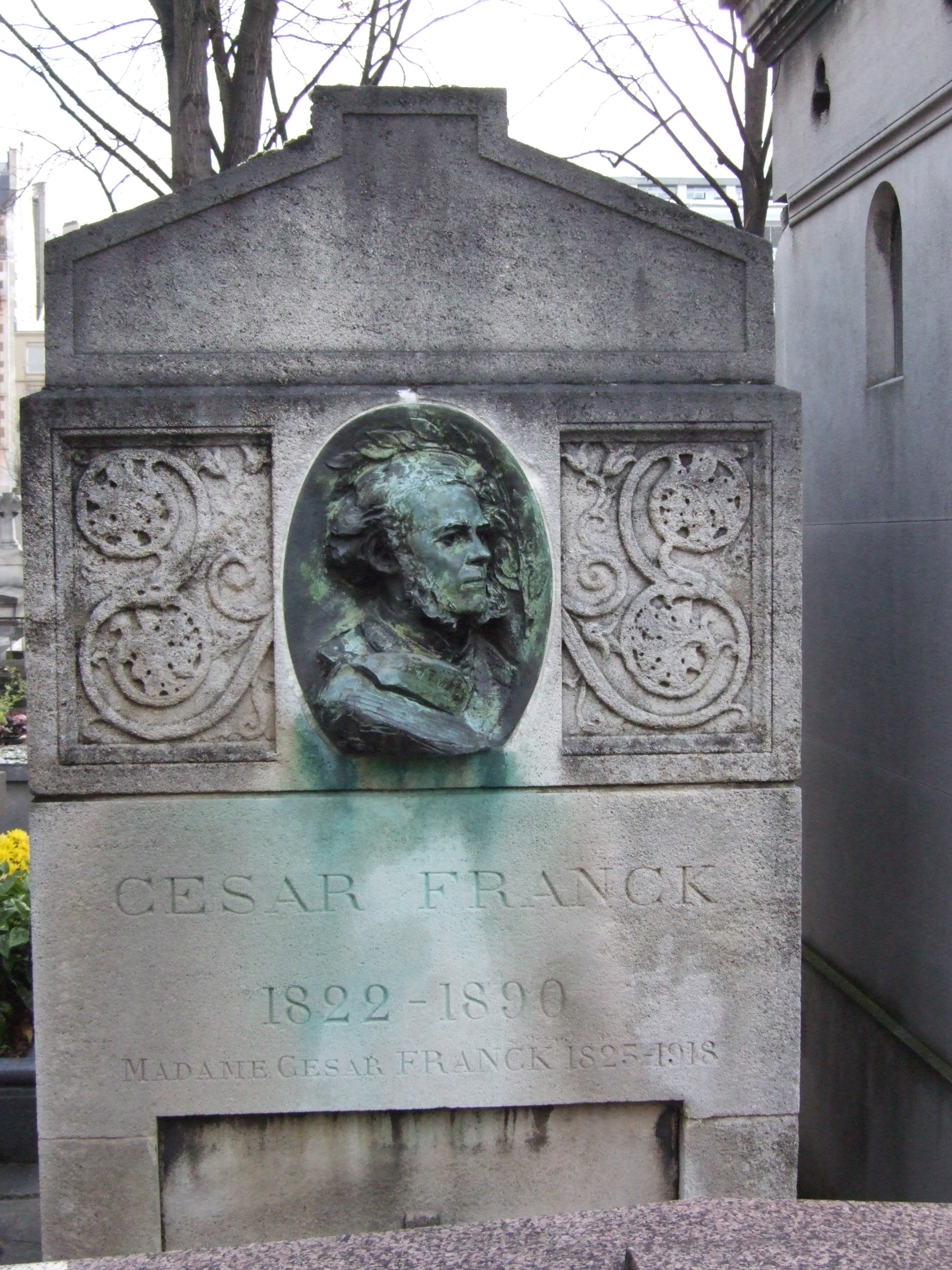
Tomba de César Franck al cementiri de Montparnasse. El medalló és d'Auguste Rodin

Franck no va poder completar la col·lecció d'harmònium, les peces per a orgue en canvi es van acabar entre l'agost i setembre de 1890. Són les Trois Chorals, que es troben entre els més grans tresors que s'han escrit per a orgue, i que formen part habitual del repertori actual. D'ells, Vallas, diu: "La seva bellesa i importància són tals que poden considerar-se pròpiament com una mena d'última voluntat i testament musical". Un biògraf més recent ha escrit en termes similars: "La idea que Franck ens oferia un adéu és més que probable... és difícil, és gairebé impossible, creure que mentre componia aquesta obra el compositor cregués en la possibilitat d'una recuperació física completa".

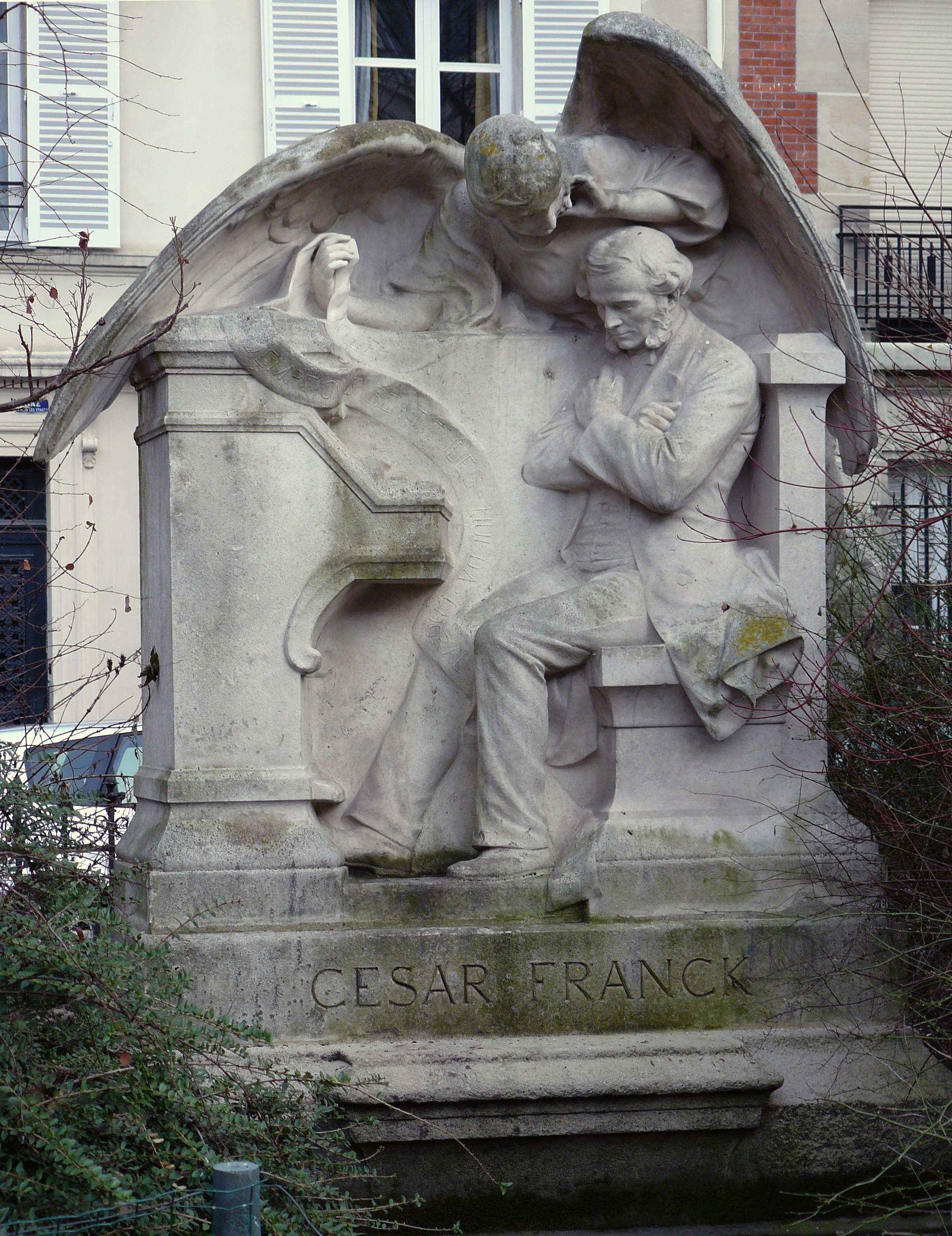
Monument a César Frank situat a la plaça de square Samuel-Rousseau de París. És una obra d'Alfred-Charles Lenoir de l'any 1891

Franck va començar l'octubre el nou curs al Conservatori, però a mitjans de mes va agafar un refredat, que es va convertir en pleuresia i es va complicar amb una pericarditis. Després d'això, la seva salut va empitjorar ràpidament i va morir el 8 de novembre. Un escrit patòleg del 1970 va observar que, si bé la mort de Franck tradicionalment s'havia relacionat amb la seva lesió al carrer, la infecció respiratòria per si mateixa podria haver donat lloc a una malaltia terminal. Donada la falta en aquells moments d'antibiòtics, aquesta "no es pot considerar un patró inusual de pneumònia en un home en la seva setena dècada".
La missa de funeral per Franck va tenir lloc a Sainte-Clotilde, hi va assistir una gran congregació incloent Léo Delibes (que representava oficialment al Conservatori), Camille Saint-Saëns, Eugène Gigout, Gabriel Fauré, Alexandre Guilmant, Charles-Marie Widor (que va succeir a Franck com a professor d'orgue al Conservatori) i Édouard Lalo. Emmanuel Chabrier va parlar a la tomba original, a Montrouge. Més tard, el cos de Franck va ser traslladat a la seva actual ubicació al cementiri de Montparnasse a París, divisió 26, en una tomba dissenyada pel seu amic, l'arquitecte Gaston Redon. Uns quants estudiants de Franck, dirigits per Augusta Holmes, van encarregar d'un medalló de bronze d'Auguste Rodin, un bust de Franck, que el 1893 es va col·locar al costat de la tomba. El 1904, un monument a Franck fet per l'escultor Alfred Lenoir, César Franck a l'orgue, va ser col·locat a la plaça de Samuel-Rousseau al carrer de Sainte-Clotilde.
El seu germà Joseph Franck, dos anys més gran que ell, també fou un compositor i organista reconegut.

## Obra
Amb les seves obres dedicades a l'orgue en renovà el repertori, aleshores en decadència. Les més notables foren sis Pièces (1860), tres Pièces pour orgue (1878) i tres Chorals (1890). Escriví oratoris, com Ruth (1843-45) i Les Béatitudes ('Les benaurances', 1867-79), de grans proporcions i bellesa desigual. Les obres més significatives són les dels darrers anys: Quintet per a piano i corda en fa menor (1880), Preludi, coral i fuga (1884), Preludi, ària i final (1887), la Simfonia en re menor (1888), la seva obra més coneguda, i la Sonata per a piano i violí (1886), d'escriptura harmònica molt personal. Deixà també òperes, com Hulda (estrenada el 1894). El seu desig d'unitat formal s'anà intensificant progressivament i es plasmà en el desenvolupament cíclic que fou continuat pel grup de compositors de l'escola franckista, entre els quals es destacà Vincent d'Indy.
Llista d'obra amb la numeració segons el catàleg de Wilhelm Mohr (FWV = Franck Werke Verzeichnis) publicat el 1969.

### Escena
- Stradella (1841)
- Le Valet de ferme (1851–53)
- Hulda (1882–85) (FWV 49)
- Ghiselle (1889), drama líric (FWV 50) (només el primer acte va ser orquestrat per César Franck).

### Música simfònica
- Ce qu'on entend sur la montagne (poema simfònic de Victor Hugo, 1845–87, op. posth.)
- Rédemption (poema simfònic per a soprano, cor i orquestra, 1872, rev. 1874) (FWV 52)
- Les Éolides (poema simfònic, 1876) (FWV 43)
- Le Chasseur maudit (poema simfònic, 1882) (FWV 44)
- Les Djinns (poema simfònic per a piano i orquestra, 1884) (FWV 45)
- Variacions simfòniques per a piano i orquestra (1885) (FWV 46)
- Psyché (poema simfònic per a orquestra i cor, 1886–88) (FWV 47)
- Simfonia en re menor (1886–88) (FWV 48)

### Misses
- Messe solennelle (FWV 59, 1858)
- Messe à trois voix (FWV 61, 1860, versió de 1872, en la que es substitueix l'ofertori O Salutaris per l'ària Panis Angelicus)

### Altres músiques corals
- Ruth, ègloga bíblica (lletra de A.Guillemin, oratori per a solistes, cor, piano i orquestra) (FWV 51)
- Panis Angelicus (per a veu, arpa, violoncel i orgue de 1872, també s'inclouen en la Messe à trois voix) (FWV 61)
- Quae est ista (offertorium, 1871)
- Les Béatitudes (oratori per a solistes, cor i orquestra, 1881) (FWV 53)
- Ave Maria (FWV 62)
- Psaume 150
- Dextera Domini, per a cor, orgue i contrabaix (FWV 65)
- Rebecca (cantata per a veu, cor i orquestra, 1880–1881) (FWV 54)

### Música coral no publicada
- Le valet de ferme (òpera còmica inèdita, 1851–53)
- Trois cantates
  - Cantique de Moïse (cantata, 1881)
  - Plainte des israélites (cantata, 1865)
  - La tour de Babel (cantata, 1865)
- Les sept paroles du Christ (oratori)

### Orgue i harmònium
- Andantino en sol mineur (1857)
- Trois Antiennes (1859)
- 44 Petites Pièces (1858–1863)
- Six Pièces, Op. 16-21 (publicades el 1868)
  - Fantaisie en ut majeur (Poco lento) - 1860 (FWV 28)
  - Grande Pièce Symphonique en fa sostingut menor (Andantino serioso) - 1860/62 (FWV 29)
  - Prélude, Fugue et Variation en si minor (Andantino) - 1862 (FWV 30)
  - Pastorale en mi majeur (Andantino) - 1863 (FWV 31)
  - Prière en ut dièse mineur (Andantino sostenuto) - 1860 (FWV 32)
  - Final en si bémol majeur (Allegro maestoso) - 1862 (FWV 33)
- Trois Pièces (1878)
  - Fantaisie en la majeur (Andantino) (FWV 35)
  - Cantabile en si majeur (Non troppo lento) (FWV 36)
  - Pièce héroïque in si mineur(Allegro maestoso) (FWV 37)
- Andantino (1889)
- Trois Chorals (1890)
  - Choral no 1 en mi majeur (Moderato) (FWV 38)
  - Choral no 2 en si mineur (Maestoso) (FWV 39)
  - Choral no 3 en la mineur (Quasi allegro) (FWV 40)
- Col·lecció incompleta de 59 peces curtes conegudes com "L'organista" ha estat escrit per harmònium i, sovint es toca amb l'orgue (1889-1890).

### Piano
- Églogue op. 3 (FWV 11)
- Premier Grand Caprice op. 5 (FWV 13)
- Prélude, Choral et Fugue (1884) (FWV 21)
- Danse lente (1885)
- Prélude, Aria et Final (1887) (FWV 23)

### Música de cambra
- Trios concertants per a piano, violí i violoncel op. 1 i op. 2 (Quatre trios amb piano) (1840)
  - Trio concertant op. 1 núm. 1 en fa sostingut menor (FWV 1)
  - Trio concertant op. 1 núm. 2 "Trio de salon" (FWV 2)
  - Trio concertant op. 1 núm. 3 (FWV 3)
  - Trio concertant op. 2 (FWV 4)
- Quintet per a piano en fa menor (1878–79) (FWV 7)
- Sonata per a violí i piano en la major (1886) (FWV 8)
- Quartet de corda en re major (1889–90) (FWV 9)
- Andantino Quietoso en mi bemoll menor op. 6 per a violí i piano (FWV 5)
- Grand Duo per a piano i violí concertant en si bemoll major op. 14 sobre uns temes de Gulistan de Dalayrac (FWV 6)